# Joan Safont i Plumed
Joan Safont i Plumed  (Mataró, 26 de gener de 1984) és un periodista, guionista i escriptor català.

## Biografia
És llicenciat en Dret a la Universitat Pompeu Fabra, màster en Periodisme Avançat i Reporterisme a la Universitat Ramon Llull amb la seva tesina es titula Iberia (1915-1919): el compromís d'una generació de periodistes moderns. Es doctorà amb una tesi sobre l'advocat i polític Amadeu Hurtado.
El 2012 va presentar el llibre Per França i Anglaterra. La Primera Guerra Mundial dels aliadòfils catalans, sobre el suport de Catalunya als aliats de la Primera Guerra Mundial. El 2014 va comissariar l'exposició Eugeni Xammar: el periodista que ens va explicar el món, del Palau Robert.
Col·laborador de diversos mitjans locals i nacionals, va ser director d'El Matí Digital i del digital de cultura "La Llança" Ha fet diversos guions sobre documentals d'història i memòria. És l'actual (2021) subdirector de la Revista de Catalunya.

## Obra publicada
- Per França i Anglaterra. La primera guerra mundial dels aliadòfils catalans (A Contra Vent, 2012)
- Capitans del Comerç (Mobil Books, 2016)
- Sabotatge contra Franco (2017) (Angle, 2017)[5]
- Un exemple de diplomàcia cultural (Meteora, 2018)[6]
- PEN català i la internacionalització de la cultura catalana (FOCIR, 2018)[6]
- Josep Pallach, política i pedagogia (Pòtric Edicions, 2025)[7]